# Viktor Nikolaievitch Beliaïev
Pour les articles homonymes, voir Beliaïev.
Viktor Nikolaïevitch Beliaïev, né le 28 mars 1896 à Moscou et mort le 25 juillet 1953, est un concepteur d'avions soviétique, responsable de l'OKB-4, professeur, et l'un des fondateurs de la science de la force des avions en métal.

## Biographie
Viktor Beliaïev est le fils de Nikolai Vassilievitch Beliaïev, ingénieur et fondateur du Chemin de fer de la Haute Volga,. Avant la révolution, il a étudié à l’Université de Moscou dans le département de mathématiques. Après la révolution, il parvint à poursuivre ses études à l’Institut polytechnique de Moscou (1920-1922) et à l’Université d’État de Moscou (1922-1923). Il a commencé son activité professionnelle en 1918. Pendant un certain temps, il a travaillé dans plusieurs entreprises, notamment dans les chemins de fer, dans l’enseignement et, à partir de 1925, dans l’aviation en tant qu’ingénieur dans le bureau de construction de Dmitri Grigorovitch

En 1926, il fut transféré à l’Institut central d'aérohydrodynamique (TsAGI), au bureau de construction de Andreï Tupolev dans la brigade de Vladimir Petliakov, où il a participé aux calculs de résistance des avions ANT-6, ANT-7, ANT-9, ANT-14, et ANT-20. Bientôt, l'équipe de Petliakov fut transformée en un bureau de construction distinct dans lequel, à partir de 1931, Viktor Beliaïev a pris le poste de chef de la brigade de conception. En outre, en 1930, il a commencé à travailler à temps partiel en tant que chercheur dans le département de la force de TsAGI. Au début des années 1930, Beliaïev créa le planeur BP-2 (TsAGI-2), prototype de l'avion inhabituel qu'il avait conçu. En août 1934, lors d'un rassemblement de planeurs à Koktebel, les vols de ce planeur présentaient d'excellentes qualités de vol. En 1935, Viktor Beliaïev confirma son succès en créant le planeur BP-3, qui effectua son premier vol le 18 juin 1935. La qualité aérodynamique du planeur était très élevée - 33 unités. Il y a des informations non confirmées concernant la construction de plusieurs BP-3 dans les ateliers de l'école de pilotes de mer de la ville de Ieïsk.
En 1935, la Société de génie scientifique et technique pour l'aviation (AviaVNITO) et le journal Au volant ont annoncé un concours pour les avions de transport à grande vitesse. L’équipe de construction de Viktor Beliaïev a présenté un projet d’avion bimoteur et bi-corps d’un modèle intéressant, appelé AviaVNITO-3. Le projet a suscité un vif intérêt, fait partie des lauréats du concours et a été recommandé pour la construction, mais finalement aucun des avions n’a été construit. En 1937, sur la base du projet AviaVNITO-3, l'équipe de construction commença à développer un bombardier.
En 1939, Viktor Beliaïev a été nommé l'un des concepteurs en chef de l'usine TsAGI. En juillet 1940, il obtint le titre de concepteur en chef de la troisième catégorie, ainsi que les concepteurs d'avions Artem Mikoyan, Mikhaïl Gourevitch, Nikolaï Kamov et d'autres. À son retour d'évacuation en 1943 et jusqu'aux derniers jours de sa vie, il travailla à TsAGI. En 1940, il obtint le titre de Docteur en Sciences techniques sans défendre sa thèse et, en 1946, le titre de professeur.

## Distinctions
- Ordre du Drapeau rouge du Travail (1931, 1945)[5]

## Les navires aériens de Viktor Beliaïev
- BP-2 (TsAGI-2)

- BP-3

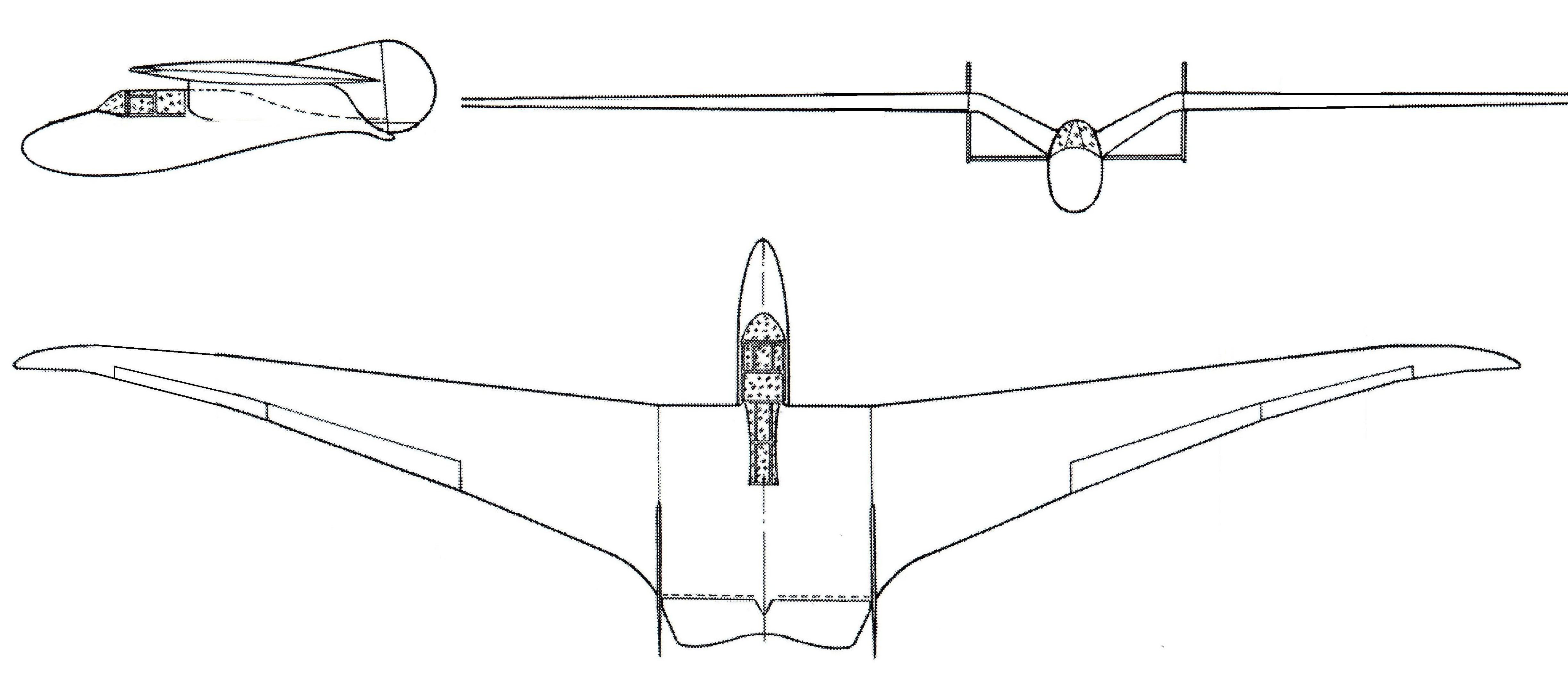
Dessin du planeur BP-3

Planeur de record sans queue avec une aile en retrait avec une partie centrale en forme de "mouette". Le premier vol a eu lieu le 18 juillet 1935. Selon des données non confirmées, plusieurs BP-3 ont été construits dans les ateliers de l'école de pilotes de la ville de Ieïsk.

Spécifications BP-3:

- Equipage — 2 personnes
- Envergure — 20 m.
- Poids à vide — 400 kg.
- Qualité aérodynamique - 33:1.

- UK-1А (Babotchka)

Avion expérimental à "voilure souple".

- EON

Avion de chasse monoplace expérimental.

- DB-LK[6]

Bombardier à longue portée - aile volante.
Le DB-LK a été construit et en 1939. En 1940, il a été présenté au public lors du défilé de Moscou sur la Place Rouge. Un seul a été construit et après détruit par les autorités soviétiques en raison de la Seconde Guerre mondiale.

## Famille
Son père - fondateur et président de la Société du chemin de fer de la Haute Volga, Nikolai Vassiliïevitch Beliaïev, sa mère, Alexandra Alexandrovna, venait d’une famille de marchands Alexeïev, a émigré à Nice. Les frères aînés et la sœur ont aussi émigré après la révolution, Alexander (1891-1977) - à Berlin, Nikolai (1892-1969) - à Paris, Ksénia (1894-1985) - à Nice. Les autres membres de la famille (les frères Alexey (1897-?), Lev (1899-?), David (1901-?) sont restés en URSS.